# جزيرة ساموي
كوه ساموي أو جزيرة ساموي (بالتايلاندية:เกาะสมุย) و (بالإنكليزية:Ko Samui ) هي جزيرة تقع في جنوب تايلاند تابعة لمحافظة سورات ثاني.

## التسمية
لا يوجد دليل واضح على تسمية الجزيرة ساموي، ربما ترجع التسمية إلى نوع من الأشجار أو من الكلمات الصينية مثلا سابوي والتي تعني الملاذ الآمن أما كلمة كوه أو كوه تعني جزيرة باللغة التايلاندية.

## التاريخ
استقر الصيادين من شبه جزيرة الملايو وجنوب الصين ساموي منذ 15 قرنا مضت وتظهر خرائط صينية الجزيرة يعود تاريخها إلى 1687م، حتى أواخر مطلع العشرين كانت الجزيرة مكتفية ومنعزلة عن المجتمع والجزيرة لم تكن بها طرق حتى مطلع السبعينات.

## الاقتصاد
الصناعة الأساسية في الجزيرة هي السياحة والصادرات الرئيسية للجزيرة هي المطاط وجوز الهند ويخدم الجزيرة مطار دولي وهناك رحلات يومية تربط الجزيرة بالعاصمة بانكوك والمطارات الرئيسية الاخري في جنوب شرق آسيا مثل سنغافورة وهونغ كونغ

## الجغرافيا
تقع جزيرة ساموي في خليج تايلاند على بعد 35 كم شمال شرق سورات ثاني وتعتبر الجزيرة ثالث أكبر جزيرة في تايلاند ومُحاطة بحوالي 60 جزيرة، الجزيرة تقريبا دائرية الشكل ويشكل في الجزء الأوسط من الجزيرة غابة جبلية غير صالحة للسكن ويبلغ أعلى ارتفاع في الجزيرة والمسمّى بوم خاو ما يقارب 635 متر ويتوفر طريق يصل المناطق ببعضها البعض بطول 51 كيلومتر، العاصمة القديمة للجزيرة تسمُى هو ناثون على الساحل جنوب غرب ساموي وهي الآن مقر الحكومة الإقليمية ومركز تجاري حقيقي للسكان المحليين وميناء للصيد والنقل .

## التقسيمات الادارية
كوه ساموي مقاطعة تابعة لمحافظة سورات ثاني ومقسمة لسبع تقسيمات فرعية:
| 1. أنغ ثونغ 2. نوي ليبا 3. نجام تالينج 4. موانج نا 5. ماريت 6. بو فوت 7. نام مي | خريطة |

## صورة

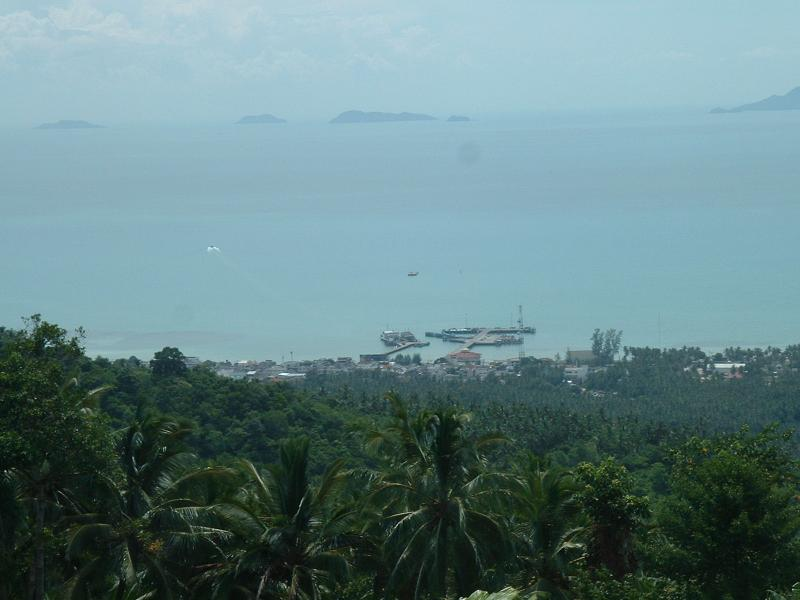
منظر من ناثون الغابة الجبلية
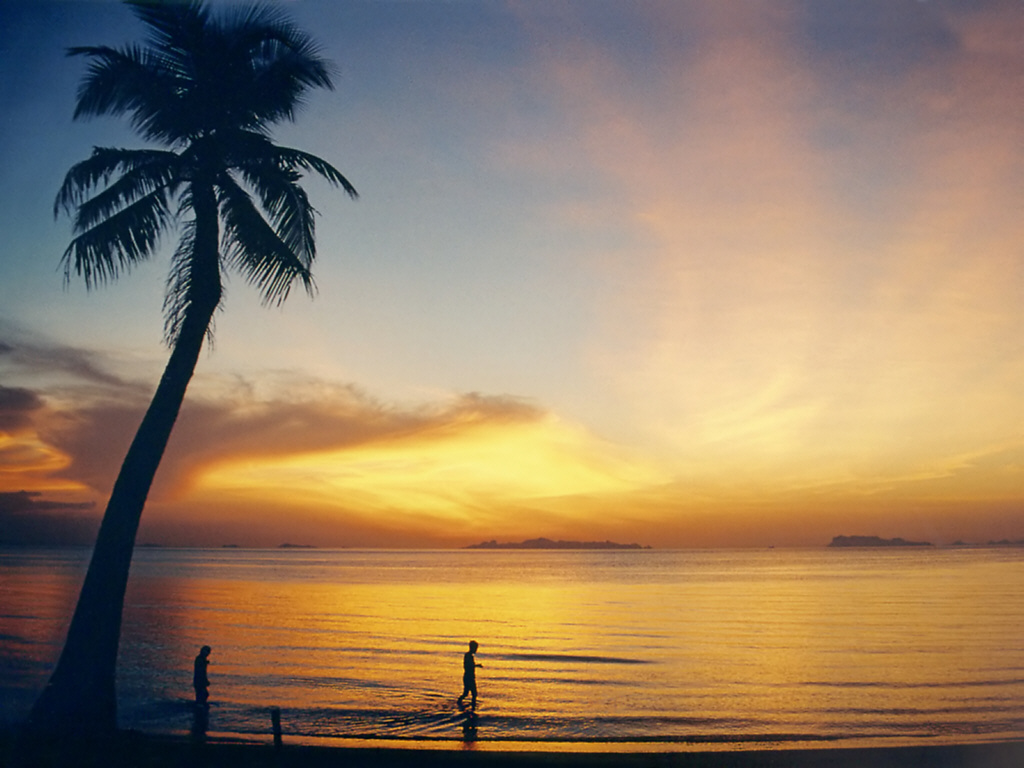
شاطئ لابا نوي
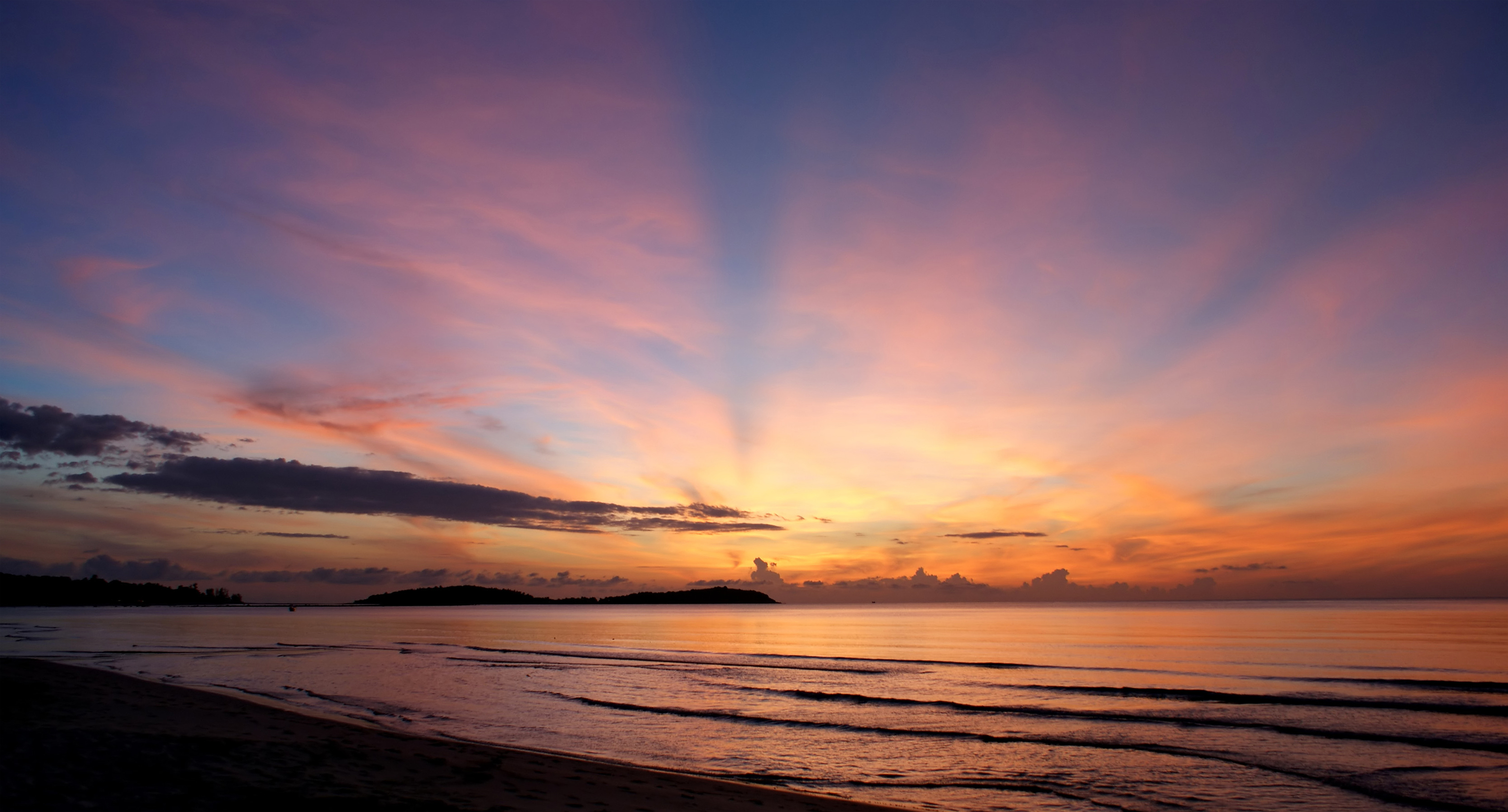
شروق الشمس على شاطئ ساموي
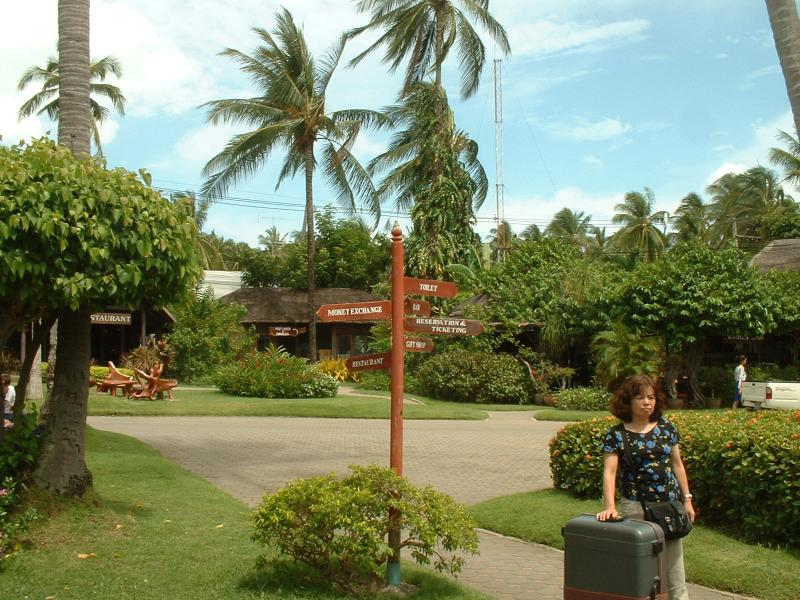
مطار ساموي الدولي